# 대보제

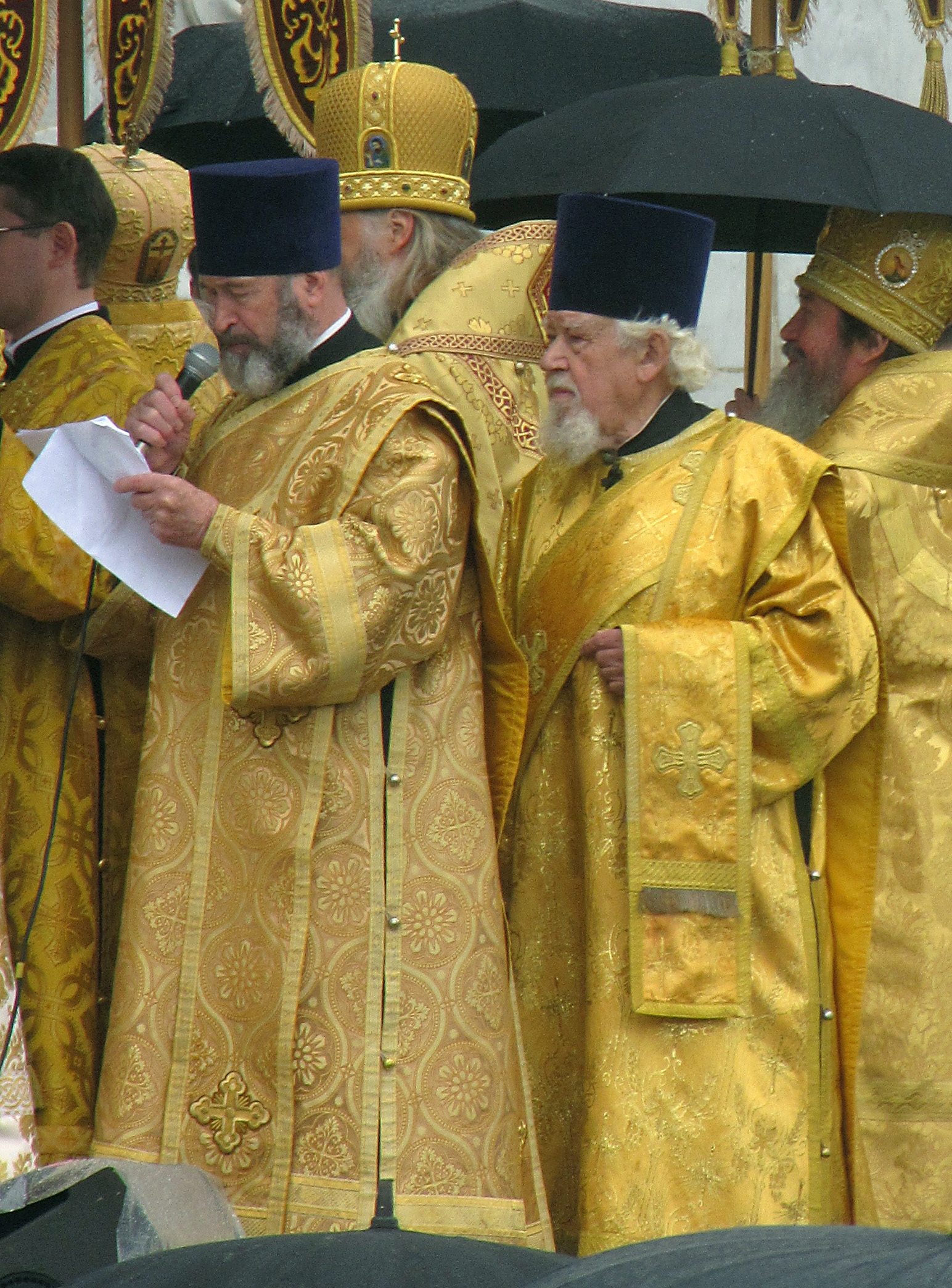
러시아 정교회의 예배 행진 중의 수석사제 블라디미르 나자르킨(왼쪽)과 대보제 안드레이 마주르

대보제(archdeacon)는 동방교회와 칼데아 가톨릭교회, 시리아 정교회, 세계 성공회 공동체, 성 토마스 기독교, 동방 정교회와 일부 다른 기독교 교파에서 선임 성직자 지위이며, 대부분의 성직자보다 지위가 높고 주교보다는 낮다. 중세 성기에는 가톨릭교회에서 대보제는 주교보다 낮은 교구의 가장 고위의 지위였다. 대보제는 자주 교구의 주요한 한 부분인 대보제직 내에서 행정을 담당한다. 옥스퍼드의 기독교 교회 사전은 대보제를 "관구의 전체나 일부에서 주교에 의해 정의된 행정 권한을 위임받은 성직자"로 정의했다. 이 지위는 은유적으로 'oculus episcopi 즉, "주교의 눈"이라고 자주 묘사된다.

## 같이 보기
- 잉글랜드 국교회